# 夜の浜辺でひとり
『夜の浜辺でひとり』（よるのはまべでひとり、밤의 해변에서 혼자|밤의 해변에서 혼자）は、ホン・サンス監督・脚本による2017年の韓国のドラマ映画である。第67回ベルリン国際映画祭のコンペティション部門で上映され、銀熊賞 (女優賞)を受賞した。　

## ストーリー
女優のヨンヒ（キム・ミニ）は既婚男性との恋に疲れ、キャリアを捨ててドイツのハンブルクにやってきた。ハンブルクに暮らす女友達のジヨン（ソ・ヨンファ）と街を散策し、この外国の街に住む自分を夢想する。韓国から会いにくると言っていた恋人の言葉に期待しながら、今では半信半疑でいる。 そして時は流れ、帰国したヨンヒは東海岸の都市、江陵（カンヌン）を訪れる。先輩のジュニとの約束までの間、映画館を訪れると、昔馴染みのチョンウとミョンスに会う。飲みに行った先で、ヨンヒは皆から魅力的になったと言われる。焼酎とマッコリととめどない会話。どこか乱暴に振る舞うヨンヒを皆は温かく受け止め、ジュニは愛おし気に眺めている。友人たちと話すうちに、ヨンヒは女優復帰することを考え始める。ひとり、ホテル傍の浜辺を訪れ砂浜に横たわるヨンヒ。心配する声に顔を上げると、知り合いの映画スタッフがいる。彼らはヨンヒが付き合っていた映画監督サンウォン（ムン・ソングン）の次回作のロケハンをしていたという。

## キャスト
- キム・ミニ
- ソ・ヨンファ
- クォン・ヘヒョ
- チョン・ジェヨン
- ソン・ソンミ
- ムン・ソングン